# Anguloa speciosa
Anguloa speciosa är en orkidéart som beskrevs av Jean Jules Linden. Anguloa speciosa ingår i släktet Anguloa och familjen orkidéer. Inga underarter finns listade i Catalogue of Life.